# Ektopisk blodbildning
Ektopisk blodbildning innebär att blodbildningen sker på ett annat ställe än normalt. Normal blodbildning sker i benmärgen men av olika anledningar kan den störas eller helt upphöra. Kroppen kompenserar då detta genom att flytta blodbildningen till ett annat organ, oftast levern, men i mycket liten utsträckning kan den också förekomma i mjälten. Dessa två organ har hand om blodbildningen under fostertiden (3–9 månaden) och kan därför ta över blodbildningen.